# Comuna de Doruchów
Doruchów (polaco: Gmina Doruchów) é uma gminy (comuna) na Polónia, na voivodia de Grande Polónia e no condado de Ostrzeszowski. A sede do condado é a cidade de Doruchów.
De acordo com os censos de 2004, a comuna tem 5116 habitantes, com uma densidade 51,5 hab/km².

## Área
Estende-se por uma área de 99,33 km², incluindo:
- área agricola: 63%
- área florestal: 29%

## Demografia
Dados de 30 de Junho 2004:
|                      | Total   | Total | Mulheres | Mulheres | Homens  | Homens |
| -------------------- | ------- | ----- | -------- | -------- | ------- | ------ |
|                      | pessoas | %     | pessoas  | %        | pessoas | %      |
| População            | 5116    | 100   | 2540     | 49,6     | 2576    | 50,4   |
| Densidade (pop./km²) | 51,5    | 100   | 25,6     | 25,6     | 25,9    | 25,9   |

De acordo com dados de 2002, o rendimento médio per capita ascendia a 1422,01 zł.

## Subdivisões
- Doruchów, Godziętowy, Plugawice, Przytocznica, Skarydzew, Tokarzew, Torzeniec.

## Comunas vizinhas
- Galewice, Grabów nad Prosną, Kępno, Ostrzeszów, Wieruszów